# 重盟议会
重盟议会（法語：Chambres de réunion）为路易十四时期法兰西王国的一个政府机构，专门查阅自中世纪时期的各种古老的甚至已经作废的历史资料，为法国进行领土扩张寻找法律理由。
1667年的遗产战争和1672年的法荷战争之后，法国获得了西属尼德兰和莱茵河西岸神圣罗马帝国的数座重要城市。然而路易十四的扩张主义热情并未因此减弱，反而变本加厉，对莱茵河西岸阿尔萨斯地区的神圣罗马帝国自由城斯特拉斯堡和西属尼德兰的卢森堡虎视眈眈。1679至1680年间，路易十四在布洛扎克、梅斯和贝桑松议会中附设了重盟议会，其目的便是从法律上论证法国对莱茵河西岸大量地区的占有权。路易十四最终利用这些重盟议会所寻找出来的历史资料，强行占领了萨尔布吕肯、茨韦布吕肯、卡萨莱蒙费拉托、斯特拉斯堡和卢森堡等城市，并引发了1684年的重盟战争。